# Lee Jung-jae
Lee Jung-jae (em coreano:  이정재; Seul, 15 de dezembro de 1972) é um modelo e ator sul-coreano. Considerado um dos atores mais bem-sucedidos da Coreia do Sul, ele recebeu vários prêmios, incluindo um Emmy de Melhor Ator em Série de Drama por Squid Game, um dos maiores sucessos da Netflix. Além de sua carreira de ator, Lee também é um empresário, tendo lançado uma rede de restaurantes em Seul, capital coreana, bem como fundador de vários negócios, incluindo a empresa de desenvolvimento Seorim C&D. Ele possui vários de seus negócios com o colega ator e amigo próximo Jung Woo-sung.
Nascido em Seul, Lee estreou como modelo e depois começou sua carreira de ator na televisão, principalmente no drama Sandglass (1995). Após sua estreia como ator em An Affair (1998), a carreira cinematográfica de Lee decolou. Ele estrelou uma variedade de gêneros cinematográficos, entre eles dramas como City of the Rising Sun (1999), filmes românticos como Il Mare (2000) e Last Present (2001), comédias conhecidas como Oh! Brothers (2003), filmes de ação Typhoon (2005) e Deliver Us from Evil (2020), The Housemaid (2010) e New World (2013), além de The Thieves (2012), Assassination (2015), Operation Chromite (2016) e Hunt (2022). Ele ganhou o prêmio de Melhor Ator Coadjuvante no 50º Baeksang Arts Awards por seu papel em The Face Reader (2013).
Em 2021, Lee ganhou estrelato e fama internacional por seu papel como Seong Gi-hun, o protagonista do drama de sobrevivência da Netflix, Squid Game. Por sua atuação na primeira temporada do programa, ele foi indicado a vários prêmios, incluindo o Critics' Choice Television Award de Melhor Ator em Série Dramática, o  Globo de Ouro de melhor ator em série dramática, e ganhando um Emmy do Primetime de melhor ator em série dramática e um Screen Actors Guild Award de Melhor Performance de Ator Masculino em Série Dramática, tornando-se o primeiro ator masculino da Ásia e da Coreia a receber indicações individuais nessas categorias em todas as quatro premiações, com sua vitória nas duas últimas também fazendo história. Em dezembro de 2021, ele foi selecionado como Ator de Cinema do Ano da Gallup Korea . Em 2024, ele foi listado entre os asiáticos mais impactantes da lista A100 pela Hold House . Lee deve repetir seu papel como Gi-hun na segunda temporada de Squid Game, que começou a ser filmado em julho de 2023.

## Biografia

### Vida pessoal
Lee nasceu na cidade de Seul, capital da Coreia do Sul, no dia 15 de dezembro de 1972, filho de Lee Chul-seong.
Estreou profissionalmente como modelo enquanto trabalhava em uma cafeteria, mas em 1993 fez a transição da carreira para ator televisivo, iniciando na série Dinosaur Teacher.
Em 1999, Lee foi acusado de dirigir sob influência de álcool após bater sua BMW em um carro na faixa adjacente. Seu teor de álcool no sangue era de 0,222%. Como resultado, sua carteira de motorista foi revogada . Ele acabou repetindo a mesma situação em 2002, que o levou à revogação de sua licença novamente .
Em agosto de 2008, Lee recebeu seu diploma de mestrado no Departamento de Teatro e Cinema da Universidade de Dongguk, na Escola de Artes Culturais. Ele fez sua primeira incursão no teatro em dezembro do mesmo ano, na peça Hamlet in Water.
Além de sua atuação, Lee é conhecido por lançar uma cadeia de restaurantes italianos de luxo em Seul com o nome de seu filme Il Mare. formado em design de interiores, ele projetou seus restaurantes. Lee também fundou a empresa de incorporação imobiliária Seorim C&D em 2008, e possui vários negócios com o ator Jung Woo-sung, seu melhor amigo desde que eles estrelaram juntos Cidade do Sol Nascente. Em maio de 2016, Lee e Jung estabeleceram e se tornaram CEOs de seu selo de entretenimento chamado 'Artist Company'.
Em janeiro de 2015, Lee confirmou que estava namorando Lim Se-ryung, a ex-esposa do presidente da Samsung, Lee Jae-yong . Lee também já havia namorado a atriz Kim Min-hee.

## Carreira

### 1993–1997: Início e crescente popularidade
Lee Jung-jae foi descoberto pelo designer Ha Yong-soo enquanto trabalhava em um café em Apgujeong, depois trabalhou como modelo por vários anos. Ao fazer sua estréia como ator com o drama de TV de 1993, Dinosaur Teacher, Lee se tornou uma estrela praticamente da noite para o dia, e quase sempre foi escalado para papéis principais depois disso. Um ano depois, ele recebeu críticas favoráveis para seu primeiro papel grande ecrã em Bae Chang-ho 's O Homem Novo, mas era de 1994 do drama campus hit Sentimentos que fez dele um nome familiar feitas.
Em 1995, o que deveria ser um pequeno papel coadjuvante como o guarda-costas silencioso e dedicado da heroína nos filmes de classificação Sandglass transformou Lee em um galã nacional, de modo que seu tempo de exibição foi aumentado ao longo da série.

### 1998-2006: Papéis de destaque e popularidade

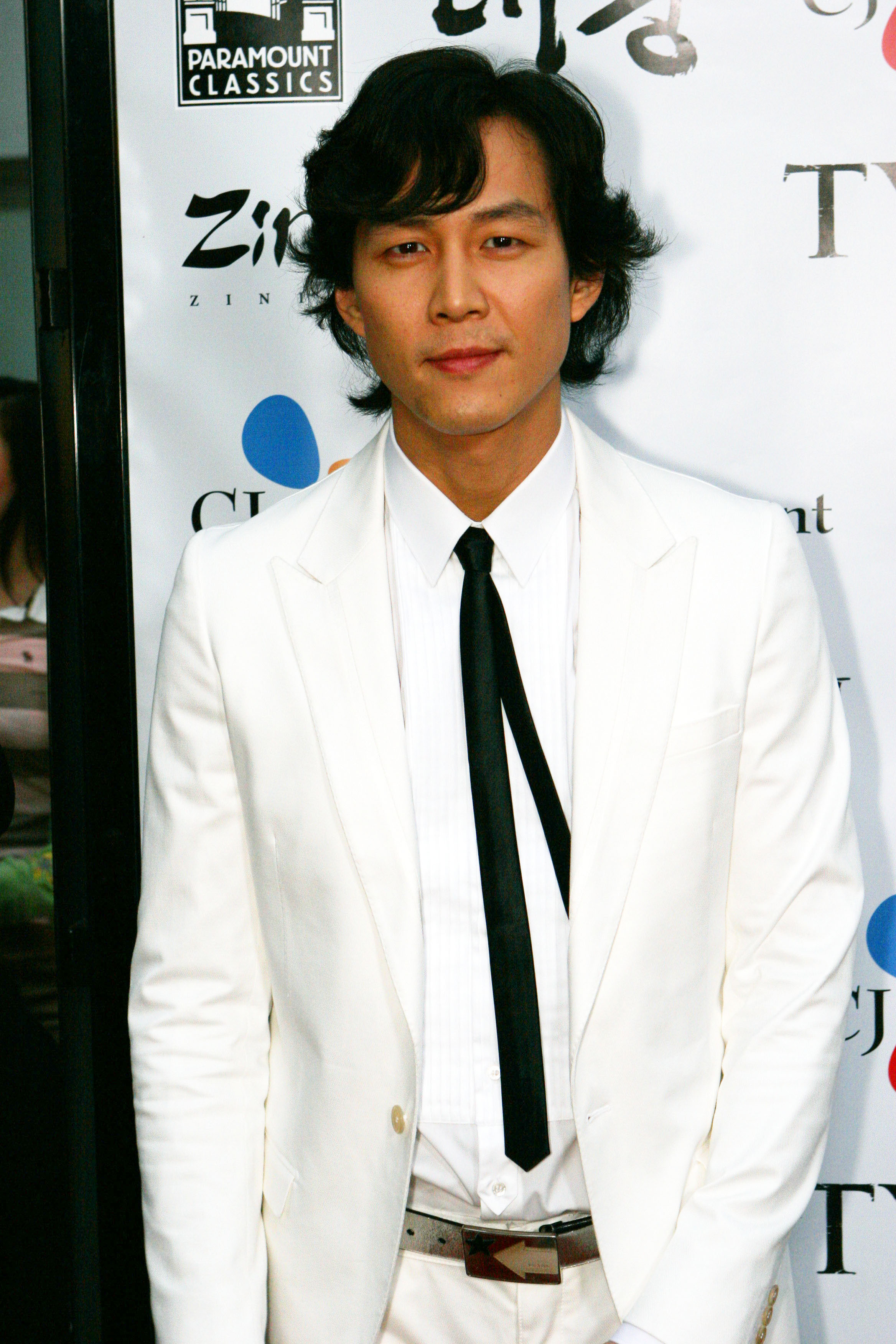
Lee na estreia de Typhoon nos EUA em maio de 2006.

O avanço da atuação de Lee viria no final de 1998 no filme premiado An Affair, de E J-yong. Isso foi seguido por outro sucesso, Cidade do Sol Nascente, pelo qual ele ganhou o prêmio de Melhor Ator no Blue Dragon Film Awards e na Associação Coreana de Críticos de Cinema.
Embora seu romance de viagem no tempo, Il Mare, não tenha sido um sucesso popular em 2000, desde então, ele desenvolveu uma base de fãs leais à la Somewhere in Time e alcançou o status de um clássico menor entre os fãs de cinema coreanos (Keanu Reeves desempenhou o papel de Lee no filme). Remake de Hollywood em 2006, The Lake House. Lee seguiu com o melodrama Last Present, ao lado de Lee Young-ae e o mistério de ação The Last Witness, dirigido por Bae Chang-ho; ambos foram sucessos consideráveis.
Em 2003, ele estrelou ao lado de Lee Beom-soo em Oh! Irmãos, uma comédia sobre dois irmãos, um dos quais tem uma doença incomum. O filme foi um dos maiores sucessos de Lee na história, chegando a três milhões de ingressos nas bilheterias locais. No entanto, ele permaneceu fora dos holofotes pelos próximos dois anos. Finalmente, no final de 2005, ele retornou ao Typhoon, um grande sucesso de ação de Kwak Kyung-taek, diretor de Friend.

### 2007-2009: Queda na carreira
Em dezembro de 2008, após ser graduado no mestrado em Teatro e Cinema, fez a primeira incursão no teatro, no papel titular na peça Hamlet in Water, durante quatro dias no teatro Lee Hae-toc.O tão esperado retorno de Lee à televisão uma década depois de sua memorável virada em Sandglass não teve sucesso nas classificações; Air City (2007) e Triple (2009) fracassaram.
Com a comédia de ação de época The Accidental Gangster e Mistaken Courtesan, Lee disse que queria tentar desempenhar um tipo diferente de papel, um personagem cômico de canhão solto. Embora não tenha sido bem sucedido nas bilheterias, ele ainda o considera um de seus filmes mais memoráveis.

### 2010 – 2018: Ressurgimento de carreira

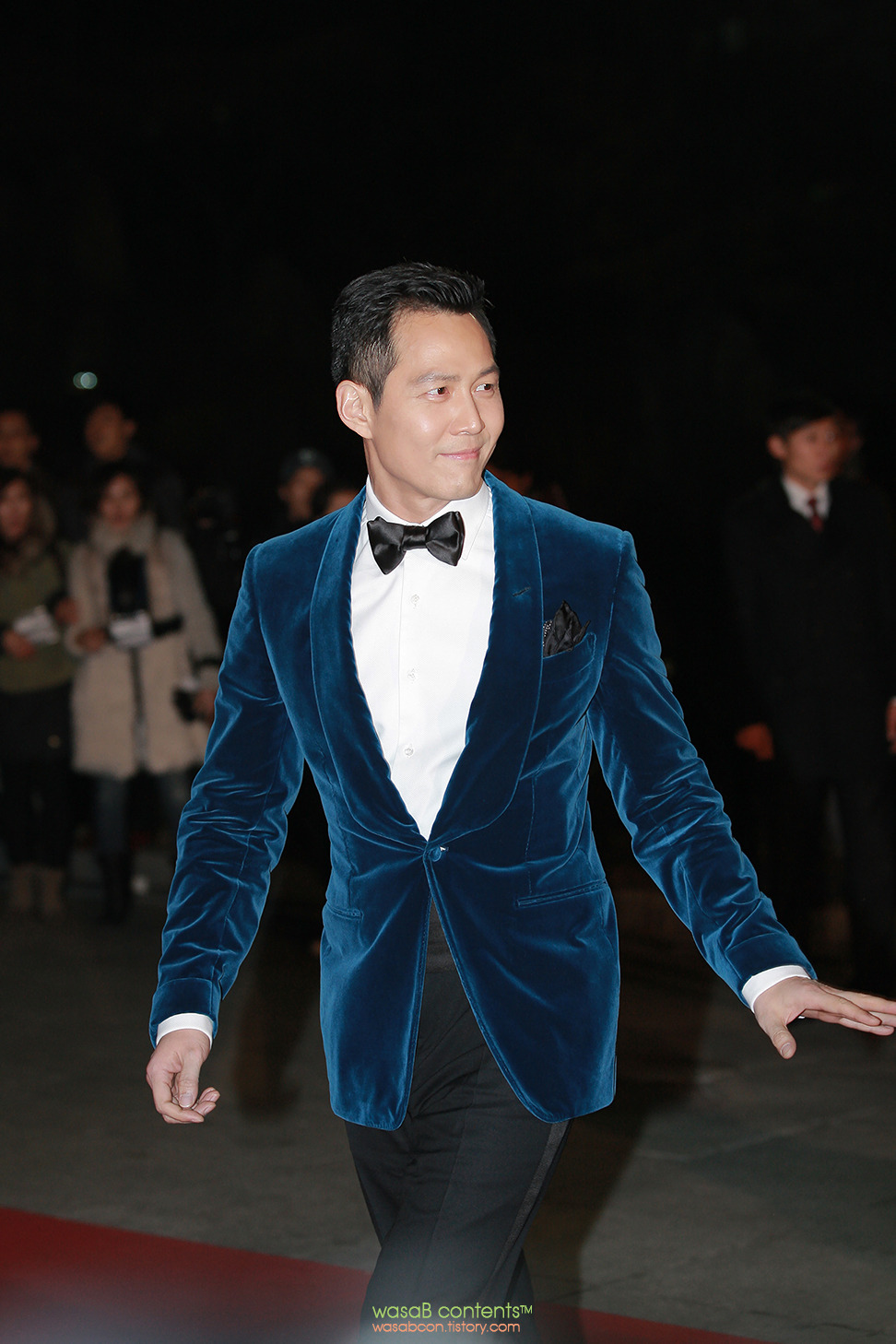
Lee Jung-Jae em 2013.

Lee rejuvenesceu sua carreira no thriller erótico de alto perfil de 2010, The Housemaid, exibido no Festival de Cannes,e no Toronto International Film Festival. Lee conquistou o prêmio de Melhor Ator na Semana do Diretor do Fantasporto. Como seu próximo projeto, ele se juntou ao elenco repleto de estrelas de The Thieves , um filme de assalto em 2012 que se tornou o segundo filme de maior bilheteria de todos os tempos na história do cinema coreano.
El Fin del Mundo ("O Fim do Mundo") é um filme de tela dividida em 13 minutos, feito pelos artistas visuais Moon Kyung-won e Jeon Joon-ho, que retrata as mudanças ambientais destrutivas que o mundo enfrenta no futuro e nas cenas subseqüentes. fim da arte e nascimento de nova arte baseada no diálogo entre dois artistas em diferentes tempos e espaços, interpretado por Lee e Im Soo-jung. O filme foi exibido na dOCUMENTA em 2012, considerada a plataforma de arte contemporânea mais prestigiada e inovadora do mundo. Colecionador de arte de longa data e embaixador honorário do Museu Nacional de Arte Contemporânea em 2011-2012, Lee também narrou o 2013O documentário de TV Contemporary Art, Bury the Boundary, que destacou artistas coreanos caseiros.
No thriller noir New World (2013), ele interpretou um policial que se disfarça em uma organização criminosa. Lee disse que estava grato por co-estrelar Choi Min-sik, que sugeriu chamá-lo para o diretor. Mais tarde, ele assinou contrato para ser gerenciado exclusivamente pela C-JeS Entertainment, supostamente escolhendo a agência depois de trabalhar com Song Ji-hyo no New World.
Lee interpretou o príncipe Suyang ao lado de Song Kang-ho no filme de época The Face Reader (2013), pelo qual ele ganhou o prêmio de Melhor Ator Coadjuvante no Blue Dragon Film Awards e no Baeksang Arts Awards. Isso foi seguido pela ação-comédia Big Match em 2014, onde ele interpretou um lutador de artes marciais tentando salvar seu irmão, vencendo um jogo elaborado de apostas altas.
Em 2015, ele se reuniu com o diretor de The Thieves, Choi Dong-hoon e a atriz Jun Ji-hyun em Assassination, ambientada nos anos 30 na Coreia e Xangai durante a ocupação japonesa. Lee ganhou um prêmio de Melhor Ator no 24º Buil Film Awards e foi nomeado Ator do Ano no 3º Marie Claire Asia Star Awards.
Lee estrelou seu primeiro filme chinês, o drama criminal Tik Tok. Ele voltou à tela coreana com o sucesso de bilheteria Operação Chromite, interpretando um tenente sul-coreano na marinha, o homem responsável por reverter a maré da Guerra da Coreia.
Os filmes de Lee em 2017 incluem o épico histórico Warriors of the Dawn e o sucesso de bilheteria de fantasia Along With the Gods: The Two Worlds.

### 2019 – presente: retorno à televisão eSquid Game

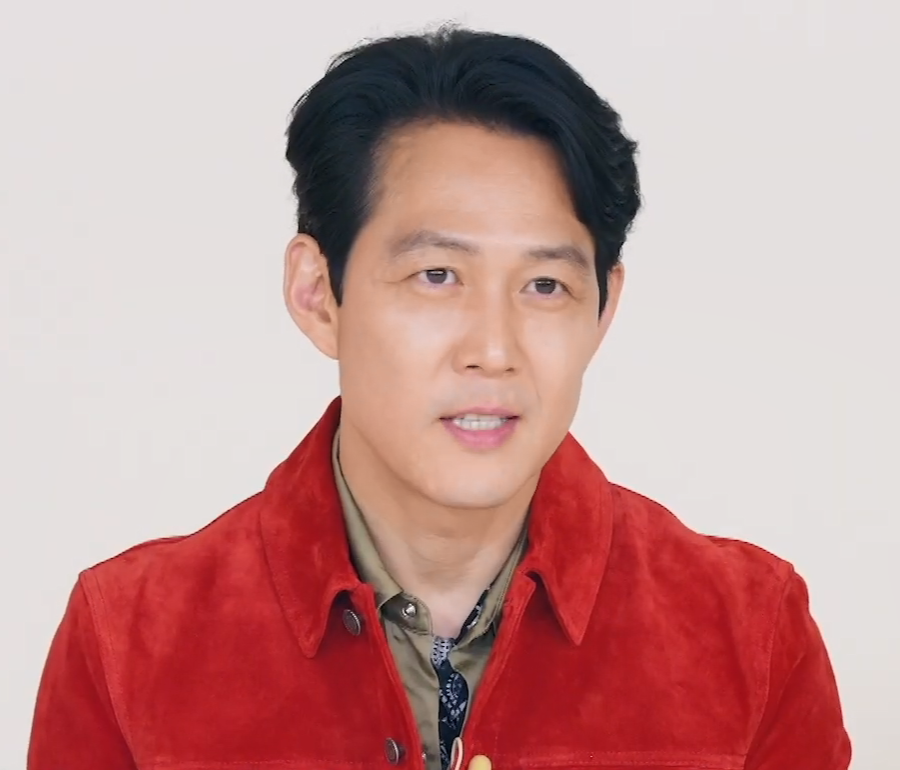
Lee durante uma entrevista do Squid Game em setembro de 2021.

Em 2019, Lee estrelou Svaha: The Sixth Finger, um filme de ocultismo . No mesmo ano, Lee retornou à televisão com seu primeiro drama em uma década, o drama político da JTBC, Chief of Staff ao lado de Shin Min-a, onde interpretou um conselheiro político . Em 2020, Lee estrelou o filme de ação Deliver Us from Evil ao lado de Hwang Jung-min e Park Seong-min . 
Em setembro de 2021, Lee estrelou como Seong Gi-hun, o principal protagonista do drama de sobrevivência de sucesso da Netflix, Squid Game. O criador e diretor da série, Hwang Dong-hyuk, disse que escolheu escalar Lee como Gi-hun para "destruir sua imagem carismática retratada em seus papéis anteriores" . No show, Gi-hun é um jogador sem sorte que é recrutado para jogar em uma série de jogos mortais de infância por um alto prêmio em dinheiro e, finalmente, se torna o vencedor do jogo.
Devido ao sucesso da série, Gi-hun se tornou o papel mais famoso de Lee até o momento . Lee e a série receberam indicações no Gotham Awards de 2021, com ele individualmente indicado para Melhor Performance em uma Nova Série . Lee também recebeu indicações para o Critics Choice Television Award de Melhor Ator em Série Dramática, o Globo de Ouro de Melhor Ator em Série Dramática e o Screen Actors Guild Award de Melhor Performance de um Ator Masculino em Série Dramática, tornando-o o primeiro ator masculino da Ásia e da Coreia a receber indicações individuais nessas categorias em todas as três premiações com sua vitória e a co-estrela HoYeon Jung ganhando o respectivo prêmio feminino, fazendo história para o programa se tornando a primeira série de televisão em língua não inglesa a vencer no SAG Awards .
Em 11 de novembro de 2021, foi anunciado que Lee foi selecionado como embaixador global da marca de luxo Gucci . Mais tarde naquele mês, foi anunciado pelo criador do Squid Game, Hwang Dong-hyuk, que Lee retornaria como Gi-hun na segunda temporada do programa, e "faria algo pelo mundo" . 
Em 2022, Lee fez sua estreia na direção com o filme de ação Hunt, no qual também estrela ao lado de Jung Woo-sung. O filme teve sua estreia mundial no Festival de Cinema de Cannes de 2022 . Em 26 de fevereiro de 2022, Lee assinou com a Creative Artists Agency . Em 8 de setembro de 2022, Lee foi escalado como o protagonista masculino na série Star Wars, The Acolyte, lançada na Disney+ . Lee recebeu a Ordem Geumgwan de Mérito Cultural do presidente Yoon Suk-yeol, que é a mais alta condecoração concedida á aqueles que contribuíram para a cultura e as artes do país . 

## Filmografia

### Cinema
| Ano  | Título                                             | Papel                      | Notas           |
| ---- | -------------------------------------------------- | -------------------------- | --------------- |
| 1993 | Love Is Oh Yeah                                    |                            |                 |
| 1994 | The Young Man                                      | Lee Han                    |                 |
| 1996 | Albatroz                                           | Pyeong-san                 |                 |
| 1997 | Firebird                                           | Young-hoo                  |                 |
| 1997 | Pai vs. Filho                                      | Park Su-seok               |                 |
| 1998 | An Affir                                           | Woo-in                     |                 |
| 1999 | Cidade do Sol Nascente                             | Hong-ki                    |                 |
| 1999 | The Uprising                                       | Lee Jae-su                 |                 |
| 2000 | Entrevista                                         | Eun-seok                   |                 |
| 2000 | Il Mare                                            | Han Sung-hyun              |                 |
| 2000 | Asako in Ruby Shoes                                | Woo-in                     |                 |
| 2001 | Last Present                                       | Jung Yong-ki               |                 |
| 2001 | MOB 2025                                           | Poeira                     | Filme curto     |
| 2001 | The Last Witness                                   | Detetive Oh                |                 |
| 2002 | Over the Rainbow                                   | Lee Jin-su                 |                 |
| 2003 | Oh! Irmãos                                         | Oh Sang-woo                |                 |
| 2005 | Tufão                                              | Kang Se-jong               |                 |
| 2008 | The Accidental Gangster and the Mistaken Courtesan | Cheon-doong                |                 |
| 2010 | The Housemaid                                      | Hoon                       |                 |
| 2012 | El Fin del Mundo                                   |                            | Filme curto     |
| 2012 | The Thieves                                        | Popie                      |                 |
| 2013 | New World                                          | Lee Ja-sung                |                 |
| 2013 | The Face Reader                                    | Principe Suyang            |                 |
| 2014 | Big Match                                          | Choi Ik-ho                 |                 |
| 2015 | Assassination                                      | Yeom Seok-jin              |                 |
| 2016 | Tik Tok                                            | Kang Seung-joon            |                 |
| 2016 | Operation Chromite                                 | Jang Hak-soo               |                 |
| 2017 | Warriors of the Dawn                               | Para Woo                   |                 |
| 2017 | Along With the Gods: The Two Worlds                | Deus da Morte (Rei Yeomra) |                 |
| 2018 | Along with the Gods: The Last 49 Days              | Deus da Morte (Rei Yeomra) |                 |
| 2019 | Svaha: O Sexto Dedo                                | Pastor Park                |                 |
| 2019 | Namsan                                             |                            | Também produtor |

### Televisão
| Ano  | Título            | Papel         | Emissora |
| ---- | ----------------- | ------------- | -------- |
| 1993 | Dinosaur Teacher  |               | SBS      |
| 1993 | Survivor's Grief  |               | KBS2     |
| 1994 | The Lonely Man    | Jae-jung      | KBS2     |
| 1994 | Feelings          | Han Joon      | KBS2     |
| 1994 | Love Is Blue      |               | SBS      |
| 1995 | Sandglass         | Baek Jae-hee  | SBS      |
| 1997 | Snail             | Dong-cheol    | SBS      |
| 1998 | White Nights 3.98 | Lee Young-jun | SBS      |
| 2007 | Air City          | Kim Ji-sung   | MBC      |
| 2009 | Triple            | Shin Hwal     | MBC      |
| 2019 | Chief of Staff    | Jang Tae-joon | JTBC     |
| 2021 | Squid Game        | Seong Gi-hun  | Netflix  |

## Prêmios e indicações
| Ano  | Prêmio                                        | Categoria                       | Trabalho                   | Resultado |
| ---- | --------------------------------------------- | ------------------------------- | -------------------------- | --------- |
| 1995 | 31º Baeksang Arts Awards                      | Melhor Ator (TV)                | Sandglass                  | Venceu    |
| 1995 | 31º Baeksang Arts Awards                      | Melhor Ator (Filme)             | The Young Man              | Venceu    |
| 1995 | 33º Grand Bell Awards                         | Melhor Ator                     | The Young Man              | Venceu    |
| 1995 | 16º Blue Dragon Film Awards                   | Melhor Ator                     | The Young Man              | Venceu    |
| 1995 | 15º Korean Association of Film Critics Awards | Melhor Ator                     | The Young Man              | Venceu    |
| 1995 | SBS Drama Awards                              | Melhor Ator                     | Sandglass                  | Venceu    |
| 1997 | 33º Baeksang Arts Awards                      | Ator mais Popular               | Firebird                   | Venceu    |
| 1998 | 19º Blue Dragon Film Awards                   | Melhor Ator                     | An Affair                  | Indicado  |
| 1999 | 35º Baeksang Arts Awards                      | Melhor Ator (Filme)             | City of the Rising Sun     | Indicado  |
| 1999 | 35º Baeksang Arts Awards                      | Ator mais Popular               | City of the Rising Sun     | Venceu    |
| 1999 | 36º Grand Bell Awards                         | Melhor Ator                     | City of the Rising Sun     | Indicado  |
| 1999 | 20º Blue Dragon Film Awards                   | Melhor Ator                     | City of the Rising Sun     | Venceu    |
| 1999 | 19º Korean Association of Film Critics Awards | Melhor Ator                     | City of the Rising Sun     | Venceu    |
| 2001 | 38º Savings Day                               | Comanda do Primeiro Ministro    | —                          | Venceu    |
| 2001 | 38º Grand Bell Awards                         | Melhor Ator                     | Last Present               | Indicado  |
| 2002 | Verona Love Screens Film Festival             | Melhor Ator                     | Asako in Ruby Shoes        | Venceu    |
| 2006 | 43º Grand Bell Awards                         | Melhor Ator                     | Typhoon                    | Indicado  |
| 2006 | 29º Golden Cinematography Awards              | Melhor Ator                     | Typhoon                    | Venceu    |
| 2008 | 1º Style Icon Awards                          | Ator Ícone                      | —                          | Venceu    |
| 2010 | 4º Mnet 20's Choice Awards                    | Artista mais Influente          | —                          | Venceu    |
| 2011 | 31º Fantasporto Director's Week               | Melhor Ator                     | The Housemaid              | Venceu    |
| 2013 | 50º Grand Bell Awards                         | Melhor Ator                     | The Face Reader            | Indicado  |
| 2013 | 50º Grand Bell Awards                         | Prêmio Popularidade             | The Face Reader            | Venceu    |
| 2013 | 34º Blue Dragon Film Awards                   | Melhor Ator coadjuvante         | The Face Reader            | Venceu    |
| 2013 | 33º Korean Association of Film Critics Awards | Melhor Ator                     | The Face Reader            | Indicado  |
| 2013 | 33º Korean Association of Film Critics Awards | CJ CGV Star Award               | New World, The Face Reader | Venceu    |
| 2014 | 5º KOFRA Film Awards                          | Melhor Ator coadjuvante         | The Face Reader            | Venceu    |
| 2014 | 9º Max Movie Awards                           | Melhor Ator coadjuvante         | The Face Reader            | Indicado  |
| 2014 | 19º Chunsa Film Art Awards                    | Melhor Ator                     | The Face Reader            | Indicado  |
| 2014 | 50º Baeksang Arts Awards                      | Melhor Ator coadjuvante (Filme) | The Face Reader            | Venceu    |
| 2014 | 23º Buil Film Awards                          | Melhor Ator coadjuvante         | The Face Reader            | Indicado  |
| 2015 | 51º Baeksang Arts Awards                      | Prêmio InStyle Fashionista      | —                          | Venceu    |
| 2015 | 24º Buil Film Awards                          | Melhor Ator                     | Assassination              | Venceu    |
| 2015 | 3º Marie Claire Asia Star Awards              | Ator do Ano                     | Assassination              | Venceu    |
| 2015 | 36º Blue Dragon Film Awards                   | Melhor Ator                     | Assassination              | Indicado  |
| 2016 | 11º Max Movie Awards                          | Melhor Ator                     | Assassination              | Indicado  |
| 2016 | 8º Style Icon Awards                          | Bonsang ("Main Award")          | —                          | Venceu    |
| 2016 | 8º Golden Lotus Awards                        | Melhor Ator                     | Tik tok                    | Indicado  |
| 2018 | 2º Elle Style Awards                          | Super ícone (Masculino)         | —                          | Venceu    |
| 2019 | 12º Korea Drama Awards                        | Prêmio excelente Ator           | Chief of Staff             | Indicado  |